# Томас Ульріх
Томас Ульріх (нім. Thomas Ulrich; 11 липня 1975, Берлін) — німецький професійний боксер, чемпіон Європи за версією EBU (2002, 2004-2005, 2007-2008), призер Олімпійських ігор та чемпіонату світу серед аматорів.

## Аматорська кар'єра
1992 року Томас Ульріх став срібним призером молодіжного чемпіонату світу.
На чемпіонаті світу 1995 завоював бронзову медаль.
- В 1/16 фіналу переміг Євгена Макаренко (Росія) — 19-9
- В 1/8 фіналу переміг Мохаммеда Бенгесмія (Алжир) — 7-3
- В чвертьфіналі пройшов Тимура Ібрагімова (Узбекистан)
- В півфіналі програв Діосвані Вега (Куба) — 8-11

На чемпіонаті Європи 1996 переміг Золтана Береша (Угорщина) і програв Юсуфу Озтюрк (Туреччина).
На Олімпіаді 1996 завоював бронзову нагороду.
- В 1/16 фіналу переміг Ріка Тімпері (Австралія) — 21-7
- В 1/8 фіналу переміг Ісмаеля Коне (Швеція) — 24-9
- В чвертьфіналі переміг Даніеля Біспо (Бразилія) — 14-7
- В півфіналі програв Лі Син Бе (Південна Корея) — 8-12

## Професіональна кар'єра
1997 року дебютував на професійному рингу.
28 липня 2001 року в двадцять першому бою зазнав першої поразки від Глена Джонсона (Ямайка).
12 жовтня 2002 року став чемпіоном Європи за версією EBU в напівважкій вазі. В наступному бою здобув перемогу над Граціано Роккіджані (Німеччина) і завоював вакантний титул WBC International у напівважкій вазі.
17 липня 2004 року вдруге став чемпіоном Європи за версією EBU.
15 жовтня 2005 року вийшов на бій проти чемпіона світу за версією WBC в напівважкій вазі Томаша Адамека (Польща) і зазнав поразки нокаутом в шостому раунді.
29 липня 2006 року вийшов на поєдинок проти чемпіона світу у напівважкій вазі за версією WBO Жолта Ердея (Угорщина) і програв за очками одностайним рішенням суддів.
13 січня 2007 року втретє виграв титул чемпіона Європи за версією EBU. 23 лютого 2008 року в другому захисті звання чемпіона Європи програв нокаутом у восьмому раунді Юрію Барашяну (Україна).